# Ежовик коралловидный
Ежо́вик кораллови́дный, также гериций коралловидный, ежевик (лат. Herícium coralloídes), — съедобный гриб рода Гериций (лат. Hericium).
Синонимы:
- Hydnum coralloides Scop., 1772basionym
- Dryodon coralloides (Scop.) P. Karst., 1881
- Friesites coralloides (Scop.) P. Karst., 1880
- Manina coralloides (Scop.) Banker, 1912

и другие.

## Описание
Ксилотроф. Плодовое тело гриба напоминает ветку коралла, многократно-разветвлённое, белоснежное.
Мякоть гриба в молодом возрасте белая, потом становится слегка желтоватой, без особого запаха. Растёт гриб на стволах и пнях мёртвых лиственных пород деревьев: осины, вяза, дуба, берёзы и крупных сучьях лежащих деревьев.
В молодом возрасте считается съедобным, но собирать его не следует, так как это редкий вид.

## Охрана
Был включён в Красную книгу СССР (со статусом редкого вида) и Красную книгу РСФСР (статус 3(R) — редкий вид).